# Johann Seifert
Johann Seifert (v ruském prostředí Ива́н Ива́нович Зе́йферт / Ivan Ivanovič Zajfert, 26. května 1833, Praha – po roce 1914 v Čechách) byl český violoncellista a hudební pedagog z Prahy působící v Rusku.

## Život
Narodil se v Praze jako syn regenschoriho kostela svatého Petra a Pavla na Vyšehradě. Po absolvování studia na Pražské konzervatoři jako žák Antona Träga v roce 1852, podnikl cestu do Drážďan a Vratislavi.
Od roku 1853 žil a pracoval v Petrohradě. Od roku 1855 hrál v jednom z předních ruských kvartet a zároveň byl violoncellistou petrohradského orchestru carských divadel, a to až do roku 1889.
Vyučoval na petrohradské konzervatoři ode dne založení v roce 1862, zpočátku jako asistent Karla Davydova. V roce 1890 se stal profesorem a v 1911 byl penzionován a poté se vrátil do Čech.
Mezi významné Seifertovy studenty patří zejména Semjon Matvejevič Kozolupov, ale Seifert vyučoval také neprofesionální hudebníky, učil hudbu zejména velkoknížete Konstantina Konstantinoviče, dohlížel na amatérskou hru na violoncello Sergeje Petroviče Botkina ad.
Seifert provedla vlastní violoncellové transkripce děl Roberta Schumanna, Antona Rubinsteina, Petra Iljiče Čajkovského a psal také vlastní skladby pro tento nástroj.